# Шон Френч
Шон Френч (на английски: Sean French) е английски журналист и писател, автор на произведения в жанра психологически трилър и документалистика. Заедно със съпругата си Ники Джерард пишат трилъри и криминални романи под общия псевдоним Ники Френч.

## Биография и творчество
Джулиън Шон Френч е роден на 28 май 1959 г. в Бристъл, Англия, в семейството на Филип Френч, радиопродуцент и филмов критик, и шведката Керсти Молин. Има двама по-малки братя. След завършване на гимназия в Северен Лондон следва английска филология в Оксфордския университет, който завършва с бакалавърска степен с отличие. Докато е в университета печели конкурс за млади писатели, организиран от „Вог“.
След дипломирането си, в периода 1981 – 1986 г. работи като журналист и театрален критик за „Вог“. Пише също за „Sunday Times“ като заместник-литературен редактор и телевизионен критик и филмов критик за „Мари Клер“ През 1987 г. пише първата си колона и до края на 2000 г. е колумнист за „New Statesman“. Там се среща с журналистката Ники Джерард, за която се жени през 1990 г. Двойката има две дъщери, Хадли и Моли, а Ники Джерард има две деца от първия си брак – Едгар и Анна.
Първата му книга „Fatherhood“ (Бащинство) е издадена през 1992 г., а първият му роман „The Imaginary Monkey“ (Въображаемата маймуна) е издаден през 1993 г. Следват книгите му „The Dreamer of Dreams“ (Мечтателят на мечтите) от 1995 г. и документалните книги с биографии на Джейн Фонда и Брижит Бардо.
Заедно с Шон Френч започват да пишат първата си съвместна книга през 1995 г. Първият им роман „The Memory Game“ (Играта на паметта) е издаден през 1997 г. под псевдонима Ники Френч. През 2002 г. романът им „Killing Me Softly“ (Убивай ме нежно) е екранизиран в успешния едноименен филм с участието на Хедър Греъм и Джоузеф Файнс.
През 2011 г. е издаден първият им роман „Черен понеделник“ от емблематичната им поредица „Фрида Клайн“, която се състои от 8 психологически трилъра с главна героиня психотерапевката Фрида Клайн.
Шон Френч живее със семейството си в в Съфолк, Източна Англия.

## Произведения

### Самостоятелни романи
- The Imaginary Monkey (1993)[1][2]
- The Dreamer of Dreams (1995)
- Start From Here (2004)

### Детска литература
- The Fox and the Wolf (2004) – с Шон Френч[1]

### Документалистика
- Fatherhood (1992)[1][2]
- Patrick Hamilton: A Life (1993)
- Bardot (1994)
- Jane Fonda: A Celebration (1997)
- The Faber Book of Writers on Writers (1999)

### Екранизации
като Ники Френч
- * 2002 Убивай ме нежно, Killing Me Softly
- * 2002 The Safe House – тв филм
- * 2005 Beneath the Skin – тв филм
- * 2005 Secret Smile – тв минисериал
- * 2009 Theatre Live! – тв сериал, 1 епизод
- * 2011 Without You – тв минисериал, 3 епизода по „What to Do When Someone Dies“